# Pusiola interstiteola
Pusiola interstiteola är en fjärilsart som beskrevs av George Francis Hampson 1914. Pusiola interstiteola ingår i släktet Pusiola och familjen björnspinnare. Inga underarter finns listade.